# Rezerwat przyrody Manínska tiesňava
Rezerwat przyrody Manínska tiesňava (Maniński wąwóz, słow. Národná prírodná rezervácia Manínska tiesňava, dawniej Národná prírodna rezervácia Manínska úžina) – rezerwat przyrody położony w Sulowskich Wierchach, w zachodniej Słowacji.

## Położenie
Rezerwat znajduje się między wsiami Považská Teplá (od 1979 r. w granicach miasta Powaska Bystrzyca) a Záskalie w powiecie Powaska Bystrzyca. Obejmuje Wąwóz Maniński oraz tereny po obu jego stronach. Jego powierzchnia wynosi 117,63 ha, powierzchnia pasma ochronnego 70,49 ha. Leży na terenie Obszaru Chronionego Krajobrazu Strážovské vrchy.

## Historia
Rezerwat został utworzony w 1967 r. pod nazwą Manínska úžina, później jednak zmieniono ją na Manínska tiesňava.

## Przedmiot ochrony
Celem powołania rezerwatu była ochrona terenu o wyjątkowych cechach geomorfologicznych i krajobrazowych, cennego również z punktu widzenia florystycznego oraz fitogeograficznego i zoogeograficznego.

## Geologia i morfologia
Rezerwat obejmuje epigenetyczny przełom Manińskiego Potoku, który przecinając zbudowaną z mezozoicznych (jura i dolna kreda) wapieni tzw. Manińską Skałę podzielił ją na dwie części: Wielki Manin i Mały Manin. Ukształtowanie skał jest bardzo urozmaicone (liczne turnie, skałki, ściany i progi skalne, żleby i rynny skalne, rumowiska itp.). Na zboczach obu Maninów znajdują się liczne, niewielkie jaskinie. W korycie Manińskiego Potoku występują kotły eworsyjne. Oprócz bogatego w wodę źródła, ujętego do celów konsumpcyjnych, u południowo-zachodniego wylotu wąwozu znajduje się tu źródło mineralne szczawy żelazistej.

## Flora i fauna
Wilgotny i stosunkowo chłodny mikroklimat wąwozu w otoczeniu wysokich ścian skalnych, często zacienionego i z długo zalegającymi płatami śniegu, umożliwia występowanie szeregu gatunków górskich (zarówno roślin, jak i zwierząt) na małej wysokości n.p.m. Z kolei na wysoko położonych, słonecznych upłazach i półkach skalnych i na szczytach turni występują liczne gatunki ciepłolubne.
Według najnowszych danych na terenie rezerwatu występuje ponad 530 gatunków roślin, z tego wiele częściowo lub całkowicie chronionych. Porosty leśne poza formacjami skalnymi tworzą głównie buczyny z udziałem świerka, jodły i sosny. Na terenie rezerwatu rośnie ok. 150 egzemplarzy cisa pospolitego.
Swój północny zakres występowania osiągają tu gęsiówka uszkowata (Arabis recta Vill.) oraz mniszek drobny (Taraxacum laevigatum Willd.).
Rezerwat jest biotopem wielu gatunków zwierząt, w tym endemicznego gatunku ślimaka Orcula dolium.

## Turystyka
Dnem doliny Manińskiego Potoku przechodzi droga publiczna i czerwono znakowany  szlak turystyczny. Przez teren rezerwatu biegnie również znakowana przyrodnicza ścieżka dydaktyczna. Na terenie rezerwatu wyznaczone są tereny (określone ścianki skalne), na których dozwolona jest skalna wspinaczka sportowa.